# Pomerania Occidental
Pomerania Occidental, Cispomerania, Antepomerania o Pomerania Anterior (en alemán: Vorpommern; en polaco: Pomorze Przednie) es una subregión de la región histórica de Pomerania, situada al oeste del río Óder. Está ubicada principalmente en la actual Alemania (el la parte oriental del estado de Mecklemburgo-Pomerania Occidental) y —una pequeña porción— en el noroeste de Polonia.

## Historia
Por la Paz de Westfalia (1648), que ponía fin a la guerra de los Treinta Años, Pomerania fue dividida entre Brandeburgo y Suecia, estos últimos la ocuparon totalmente hasta la firma del tratado de Sttettin en 1653, cuando entregan la Pomerania Central (Kołobrzeg, Koszalin, Słupsk y Stargard) a Brandemburgo. En 1679 al finalizar la guerra de Escania, los suecos cedían además Gryfino y Kamień Pomorski. 
La Pomerania brandeburguesa recibió además posesiones de Polonia en el tratado de Bromberg en 1657, Bytów y Lębork. 
El Reino de Prusia, recibió al final de la gran guerra del Norte, parte de la Pomerania Sueca (Demmin, Dummerstorf, Szczecin, Usedom y Wolin) en 1720, mediante los tratados de Estocolmo y se anexó Pomerelia en 1772, en la Primera partición de Polonia. En 1815, el Congreso de Viena unificó toda Pomerania bajo el reinado de Prusia.
Tras la derrota de Alemania en la Segunda Guerra Mundial, Pomerania fue dividida en dos regiones separadas por el río Oder. 
La región de Pomerania al oeste de este río fue incorporada al nuevo estado (land) de Mecklemburgo, en la zona de ocupación soviética que después sería la República Democrática Alemana (RDA) entre 1949 y 1990. 
Con la reunificación alemana en 1990, esta región pasó a formar parte del estado alemán de Mecklemburgo-Pomerania Occidental. El territorio al este del río, el cual comprendía la mayor parte de Pomerania, fue puesto en manos de la administración polaca, en espera de la conclusión final de la paz con Alemania; el territorio fue cedido formalmente a Polonia en 1970 de acuerdo con las condiciones del acuerdo alcanzado.

## Geografía
Está rodeada por la península Fischland-Darß-Zingst y las mayores islas alemanas Rügen y Usedom.
El lago mayor de la región es el "Kummerower See".
Hay dos parques nacionales: el "Nationalpark Vorpommersche Boddenlandschaft" y el "Nationalpark Jasmund".
Ciudades destacadas: Anklam, Demmin, Greifswald, Grimmen, Sassnitz, Stralsund, Wolgast.

## Composición de la región histórica

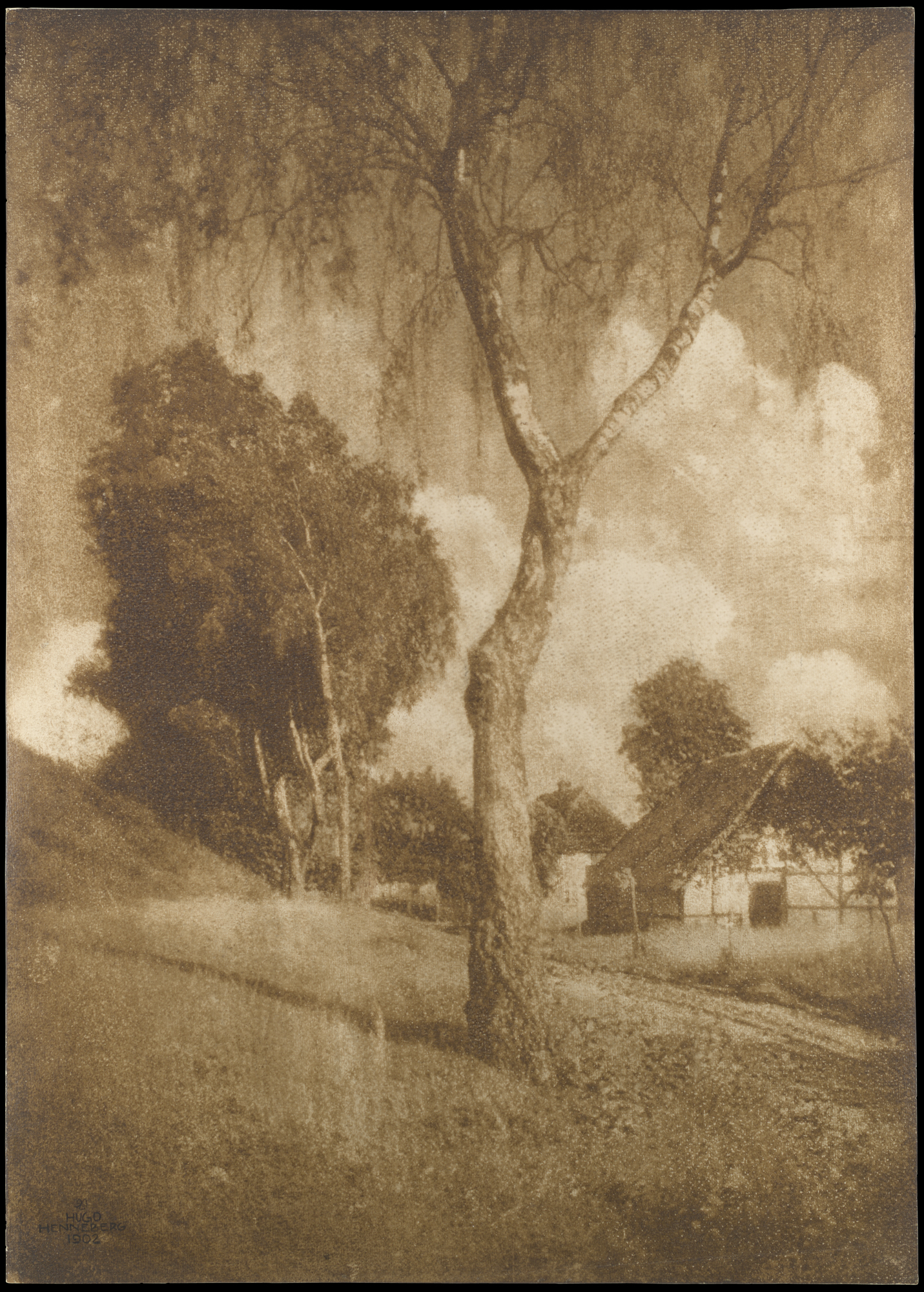
Motiv aus Pommern, fotografía de 1902

Se extiende sobre los siguientes distritos (llamados Landkreise):
- Pomerania Septentrional (Nordvorpommern)
- Pomerania Oriental (Ostvorpommern)
- Uecker-Randow
- Demmin
- Rügen

así como las ciudades independientes que no pertenecen a ningún distrito
- Stralsund - Es la ciudad mayor de Pomerania Occidental y antes era un miembro poderoso de la Liga Hanseática.
- Greifswald - Es el centro intelectual de la región porque la vida de la ciudad es marcada por la universidad, llamada Ernst-Moritz-Arndt Universität.

## Cultura
En Pomerania Occidental se encuentran característicos edificios de ladrillo como iglesias, monasterios, ayuntamientos y puertas antiguas de las ciudades. La arquitectura del gótico de ladrillo empezó a desarrollarse en su propio estilo durante el siglo XII. Testimonios de esta arquitectura se puede encontrar en las ciudades hanseáticas Greifswald y Stralsund u otras ciudades como Grimmen, Anklam, Wolgast.